# Минккинен, Суви
Суви Минккинен (фин. Suvi Minkkinen; род. 8 декабря 1994, Йоутса, Центральная Финляндия) — финская биатлонистка, призёр чемпионата мира 2025 года. Призёр этапов Кубка мира. Участница зимних Олимпийских игр 2018 и 2022 годов.

## Карьера
Суви Минккинен родилась 8 декабря 1994 года в городе Йоутса.
В 2013 и 2014 годах Минккинен принимала участие в юниорских чемпионатах мира по биатлону, но значимых результатов ей достичь не удалось. Совмещала биатлон с лыжными гонками, принимала участие в соревнованиях национального уровня.
В сезоне 2017/2018 годов Суви дебютировала на этапе Кубка мира по биатлону. В Эстерсунде она показала 78 результат в индивидуальной гонке и 87 — в спринте. В феврале 2018 года в составе сборной Финляндии приняла участие в Олимпийских играх, где показала 69-й результат в индивидуальной гонке.
В 2019 году Минккинен впервые выступила на чемпионате мира, лучшим для неё стало 22 место в эстафете.
В 2022 году приняла участие в Олимпийских играх в Пекине. Лучшим результатом для неё стало 11-е место в смешанной эстафете.
Первый подиум на этапах Кубка мира Суви выиграла в сезоне 2023/2024 годов на соревнованиях в Осло, завоевав бронзу в одиночной смешанной эстафете.
В 2024 году Суви стала обладательницей двух серебряных медалей летнего чемпионата мира по биатлону: в супер-спринте и масс-старте.
В сезоне 2024/2025 годов, на первом этапе в Финляндии, Минккинен завоевала индивидуальную бронзовую медаль Кубка мира в спринте.
В Ленцерхайде на чемпионате мира 2025 года стала бронзовым призёром в спринте на 7,5 км.

## Выступления

### Олимпийские игры
| Год  | Место    | Индивид. гонка | Спринт | Преследование | Масс-старт | Эстафета | Смешанная эстафета |
| ---- | -------- | -------------- | ------ | ------------- | ---------- | -------- | ------------------ |
| 2018 | Пхёнчхан | 69             | -      | -             | -          | -        | -                  |
| 2022 | Пекин    | DNS            | 51     | 43            | -          | 16       | 11                 |

### Чемпионаты мира
| Соревнование     | Индивидуальная | Спринт | Преследование | Масс-старт | Эстафета | Смешанная эстафета | Сингл-микст |
| ---------------- | -------------- | ------ | ------------- | ---------- | -------- | ------------------ | ----------- |
| 2019 Эстерсунд   | 56             | 73     | -             | -          | 22       | -                  | -           |
| 2020 Антхольц    | 39             | 80     | -             | -          | 11       | -                  | -           |
| 2021 Поклюка     | 57             | 85     | -             | -          | 14       | 13                 | -           |
| 2023 Оберхоф     | 8              | 35     | 24            | 25         | 13       | 11                 | 10          |
| 2024 Нове-Место  | 23             | 47     | 29            | -          | 17       | 20                 | 12          |
| 2025 Ленцерхайде | 4              | 3      | 6             | 8          | 15       | 9                  | 10          |